# 여주향교
여주향교(驪州鄕校)는 대한민국 경기도 여주시 교동에 있는 향교이다. 1983년 9월 19일 경기도의 문화재자료 제3호로 지정되었다.

## 개요
향교는 공자 등 성현에게 제사를 지내고 지방민의 교육과 교화를 위해 나라에서 세운 국립교육기관이다.
여주향교를 처음 지은 정확한 연대는 알 수 없으나，조선 전기 상리 마암 근처에 세웠다가 임진왜란으로 불타 없어졌다고 한다. 숙종 11년(1685)에 홍문리가 다시 지었으나 풍수지리상 불길하다하여 지금 있는 자리로 옮겼다.
앞쪽 낮은 곳에 공부하는 공간인 명륜당이 있고, 뒤쪽 높은 곳에 제사지내는 공간인 대성전이 있는 전학후묘의 배치 형식이다.
대성전은 앞면 3칸·옆면 3칸 규모로, 지붕은 옆면에서 볼 때 사람 인(人)자　모양인 맞배지붕이다. 지붕 처마를 받치면서 장식을 겸하는 공포는 새 날개 모양으로 짜맞춘 익공 양식으로 꾸몄다. 안쪽에는 공자를 비롯한 중국과 우리나라 성현의 위패를 모시고 있다.
강당인 명륜당은 앞면 5칸·옆면 2칸 규모이다. 이외의 건물로 동무·서무와 내삼문 등이 있다.
조선시대에는 나라에서 토지와 노비·책 등을 지원받아 학생을 가르쳤으나, 지금은 교육 기능은 없어지고 제사 기능만 남아 있다.

## 참고 자료
- 여주향교 - 국가유산청 국가유산포털